# 1806 en santé et médecine
| Années de la santé et de la médecine : 1803 - 1804 - 1805 - 1806 - 1807 - 1808 - 1809    |
| Décennies de la santé et de la médecine : 1770 - 1780 - 1790 - 1800 - 1810 - 1820 - 1830 |

Cet article présente les faits marquants de l'année 1806 en santé et médecine.

## Naissances
- 10 mai : Jean-Louis Lambert (mort en 1876), médecin, chirurgien et homme politique français, père de Juliette Adam[1],[2].
- 23 juillet : Apollinaire Bouchardat (mort en 1886), médecin, pharmacien et hygiéniste français[3].

## Décès
- 15 octobre : Paul-Joseph Barthez (né en 1734), médecin et encyclopédiste français[4].